# تربك (حديبو)

تعديل مصدري - تعديل

تربك إحدى قرى مديرية حديبو التابعة لمحافظة سقطرى، بلغ تعداد سكانها 63 نسمة حسب تعداد اليمن لعام 2004.